# Can Marquès (Polinyà)
Can Marquès és un edifici del municipi de Polinyà (Vallès Occidental) que forma part de l'Inventari del Patrimoni Arquitectònic de Catalunya.

## Descripció
Can Marquès està situat a la part alta de la població on va començar el primigeni de poblament, al voltant de l'església romànica de Sant Salvador de Polinyà. La seva fisonomia ha estat modificada en diferents ocasions, una de les quals ens ve senyalada per la data en una de les llindes- finestra sobre el portal d'entrada-. Actualment a partir d'un cos de planta quadrada i façana que sembla juxtaposada a l'edificació original, transcorre en sentit horitzontal, forma una planta baixa i un pis. La façana principal presenta simetria en la disposició del seus elements d'obertura disposant el repartiment de tres crugies. A la planta baixa, porta d'arc rodó de mig punt adovellat de perfecte estereotomia, així com finestres acuradament emmarcades. Al pis, habitatge noble, tres finestres emmarcades i ampit donen fe d'una de les possibles restauracions amb la data de 1679 entre l'anagrama cristià de IHS. Carener disposat en el mateix sentit de la façana i amb teulada a dues vessants, segurament de l'edifici anterior.

## Història
Segurament l'origen d'aquesta casa fos anterior al que ens indica la llinda de la finestra. La hipòtesi més real fora la seva ubicació en el nucli antic de la població que es va anar formant al voltant de l'església romànica.